# Episodi di A.P. Bio (terza stagione)
La terza stagione di A.P. Bio, composta da 8 episodi, pubblicata sul servizio streaming della NBC Peacock il 3 settembre 2020. Invece in Italia viene trasmessa su Premium Stories dal 20 dicembre 2020 al 9 gennaio 2021 per due episodi a settimana. 
| n° | Titolo originale | Titolo italiano             | Pubblicazione USA | Prima TV Italia  |
| 1  | Tiny Problems    | Piccoli inconvenienti       | 3 settembre 2020  | 19 dicembre 2020 |
| 2  | Disgraced        | Caduto in disgrazia         | 3 settembre 2020  | 19 dicembre 2020 |
| 3  | Gary Meets Dave  | Gary ti presento Dave       | 3 settembre 2020  | 26 dicembre 2020 |
| 4  | Get Hoppy!       | Il coniglietto filosofo     | 3 settembre 2020  | 26 dicembre 2020 |
| 5  | Mr. Pistacchio   | Mister Pistacchio           | 3 settembre 2020  | 2 gennaio 2021   |
| 6  | That That That   | Tutte quelle T              | 3 settembre 2020  | 2 gennaio 2021   |
| 7  | Aces Wild        | Asso selvaggio              | 3 settembre 2020  | 9 gennaio 2021   |
| 8  | Katie Holmes Day | La giornata di Katie Holmes | 3 settembre 2020  | 9 gennaio 2021   |